# 格林布賴爾經典賽
格林布賴爾經典賽（The Greenbrier Classic）或稱格林布賴爾菁英賽、葛林布瑞爾菁英賽、綠薔薇菁英賽，是美國高爾夫球PGA巡迴賽的一項賽事，自2010年開始加入PGA巡迴賽，在西維吉尼亞州舉行。格林布賴爾經典賽開始於1914年。
為紀念美軍在格林布賴爾渡假村的軍事參與（如二戰時作為軍事醫院與希臘島專案），本賽事於2018年改名為A Military Tribute at The Greenbrier。
2020年4月宣布此賽事停辦。

## 外部連結
- 官方网站
- Coverage on PGA Tour's official site （页面存档备份，存于）
- The Greenbrier's official site （页面存档备份，存于）

37°47′13″N 80°18′50″W / 37.787°N 80.314°W